# Ectopie testiculaire
L'ectopie testiculaire désigne toute position anormale du testicule (hors du scrotum). Elle peut concerner un seul (80 % des cas) ou les deux testicules (20 % des cas).

On parle parfois d'UDT (pour undescended testis par référence à l'expression anglophone).

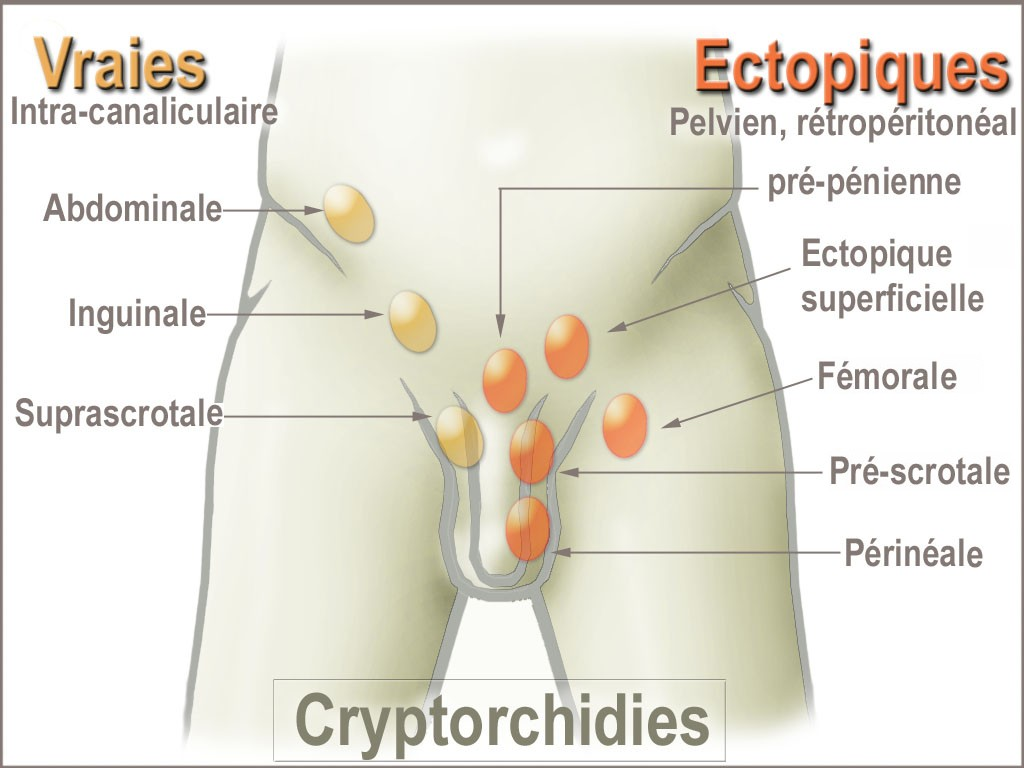
Différentes formes de cryptorchidies (selon la position du testicule non-descendu). On y ajoute parfois les cas de « testicules rétractiles ».

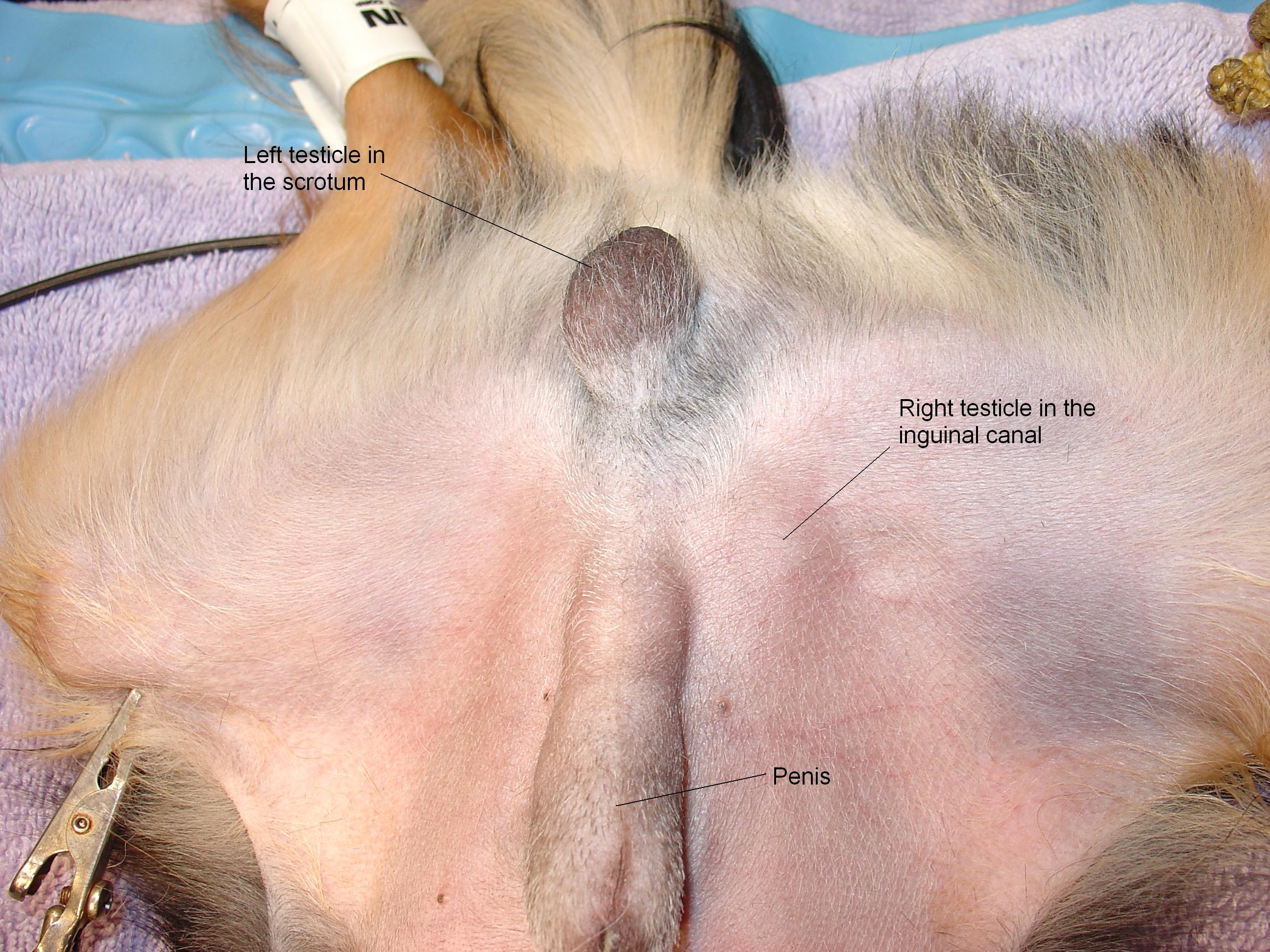
Ce problème est également observé chez les animaux domestiques (ici ce Chihuahua dont l'un des testicules n'est pas descendu, un problème vétérinaire qui peut intéresser les approches One health de la santé environnementale

C'est une des causes et formes de la cryptorchidie (diagnostic d'absence d'un ou deux testicules dans les bourses, que cela soit dû à une migration du testicule inachevée ou à son absence totale).
Ce terme est réservé aux testicules situés en dehors du trajet normal de migration entre la région lombaire et le sac scrotal. Les arrêts de migration sur le trajet normal sont désignés sous le terme de "testicule non descendu". Les sièges les plus fréquemment rencontrés des testicules ectopiques sont le périnée et la racine de la cuisse.
Cette anomalie du développement de l'appareil génital mâle, unilatérale (monorchidie) ou bilatérale est plus fréquente chez les mammifères dont la descente testiculaire est tardive (Équidés, Porcins, et Carnivores ; le chien est le plus souvent affecté) et l'espèce humaine. Chez les animaux domestiques, certaines races ou lignées sont plus touchées que d'autres. Le traitement hormonal vétérinaire de cette anomalie génitale est presque toujours inefficace.
C'est un des symptômes possibles associé au syndrome de dysgénésie testiculaire, et c'est un facteur de risque de cancer du testicule bien identifié dès le début du XXe siècle,,.

## Causes
Les causes précises de chaque occurrence du phénomène restent mal comprises, selon les cas, une mauvaise irrigation artérielle, une compression associée à une hernie, ou une cause environnementale (exposition in utero du fœtus ou de l'embryon à un perturbateur endocrinien) ou l'association de plusieurs de ces causes peuvent expliquer le problème.  

## Risques, prévalence

### Risque pour la santé
Il est lié au fait que les cellules du testicule non descendu souffrent (elles sont moins bien irriguées, moins oxygénées et ne bénéficient pas de la température plus fraîche qu'elles doivent trouver dans le scrotum).
- Les prématurés ont logiquement un risque élevé d'ectopie testiculaire (20 % environ d'entre eux en sont porteurs, 33 % en France[7]) puisque la descente des testicules dans les bourses n'a pas eu le temps de s'achever.
- Les garçons nés à terme ont 3 à 4 % de risque d'être « cryptorchides » à la naissance, mais dans les 6 mois suivant la naissance, les testicules peuvent encore achever leur descente dans le scrotum.
- Il existe aussi un syndrome dit « du testicule oscillant », « rétractile » ou « ascenseur », correspondant à une migration verticale périodique et anormale du testicule hors du scrotum ;
dans ce cas, à l'occasion de certains mouvements ou d'un réflexe crémastérien dû à un stress (froid, émotions, coup...), le testicule remonte trop en hauteur, généralement en position inguinale (entre l'abdomen et le scrotum) conduisant à une situation provisoire de cryptorchidie, douloureuse ou non. Le testicule redescend ensuite, éventuellement plus facilement durant le sommeil ou lors d'un bain chaud.
90 % des enfants amenés en consultation pour ectopie testiculaire présentent en fait cette anomalie. Dans ce cas l'examen médical se fait en position debout, chez un patient qui doit être mis en confiance. Si ce phénomène n'est pas associé à un cordon spermatique trop court, on prescrit une surveillance annuelle car dans 30 % des cas, la situation ne se corrige pas spontanément, nécessitant alors une fixation chirurgicale du testicule dans la bourse (Orchidopexie)[7].
Remarque : La stimulation du tiers supérieur et antéro-médial de la cuisse est utilisée par certains pratiquants d'arts martiaux (Sumo notamment), qui en stimulant ainsi le muscle crémastérien, protègent les testicules de traumatismes directs. Un vêtement serré (tel que mawashi du sumotori) les maintiennent ensuite dans l'abdomen. Après le combat, un bain chaud et détendant facilite la descente des testicules.

### Prévalence
C'est un problème qui semble en extension, y compris dans les pays dits en développement.
En France, l'ectopie testiculaire touche annuellement environ 4 % des nouveau-nés (1 % des garçons d’un an et 33 % des prématurés, chez lesquels une descente spontanée du testicule peut encore se faire dans les six premiers mois. Le testicule est "non palpable", c'est-à-dire encore dans le ventre dans 20 % des cas . 
Dans 20 % des cas, elle touche les deux testicules; c'est l'anomalie physique la plus commune touchant le nouveau-né humain mâle ;  Une étude ayant porté sur 4 000 garçons reconnus cryptorchides, a montré que 8,9 % avaient des testicules non descendus (internes abdominaux ou absents), 41 % avaient des testicules placés le canal inguinal et 50 % présentaient des testicules « ascenseurs » ou rétractiles se déplaçant entre le canal inguinal et le scrotum.
Chez l'animal, le risque d'ectopie testiculaire et une gravité et fréquence augmentées chez les chiens de races (par rapport aux chiens croisés) et avec le degré de consanguinité (le boxer y est particulièrement sensible), et comme chez l'Homme le risque de cancer du testicule augmente corrélativement à la gravité et durée de l'ectopie.

### Asymétrie droite-gauche
Les statistiques de prévalence d'ectopie unilatérale, droite ou gauche ou d'une cryptorchidie bilatérale, varient selon les époques et les auteurs. Certains estiment qu'il y a autant de monorchide droit que gauche, mais tous les auteurs s'accordent sur le fait que l'ectopie gauche est plus souvent abdominale qu'inguinale et sur le fait que l'ectopie droite est plus souvent inguinale.
Dans seulement 15 % des cas la cryptorchidie est bilatérale, les deux testicules étant alors généralement bloqués au même niveau (en position abdominale ou inguinale, mais 12 % de ces cas d'ectopies bilatérales associent une position inguinale à une position abdominale).
Globalement, 2/3 de tous les testicules ectopiques sont inguinaux, le dernier tiers est en position abdominale complète ou inguino-abdominale.

## Diagnostic
Comme la cryptorchidie, l'ectopie testiculaire est détectée à la naissance, lors des premiers examens, par palpation (le bébé étant positionné en tailleur, c'est-à-dire : assis et les jambes croisées. En cas de testicule non retrouvé, une confirmation éventuelle est parfois demandée via cœlioscopie et/ou l'imagerie médicale alors non irradiante. L'échographie est la plus utilisée car l'IRM est bruyant et stressant. Mais on sait que l'échographie peut produire de faux-positifs ou faux négatifs.
Le médecin pédiatre recherche d'éventuels cas de testicules non descendus (dits « testicules non palpés », ou insuffisamment descendus) :
- testicule ascenseur (glande parfois en place, mais pouvant encore monter et descendre ; ne nécessite pas de traitement chirurgical, sauf si associé à une hernie[9]
- testicule pré-pubien : situé très haut, au niveau de l'os pubien, il s'abaisse mais pour ensuite spontanément remonter, souvent immédiatement ;
- testicule inguinal : souvent difficile à abaisser, et remontant toujours très vite[9]
- testicule intraabdominal juxtacanalaire, et donc indétectable par l'examen clinique[9]
- testicule intraabdominal haut, et donc indétectable par l'examen clinique [9]
- ectopie vraie : testicule étant sorti du canal et hors de la bourse ; souvent alors trouvé à la racine de la cuisse ou sous les adducteurs, mais il peut être retrouvé (éventuellement atrophié) dans le ventre ; une intervention chirurgicale par un chirurgien pédiatre spécialisé est alors nécessaire[9].

Si aucun des deux testicules n'est palpable, un bilan endocrinien est nécessaire. Dans l'enfance ou plus tard (de l'adolescence à l'âge adulte), d'autres anomalies associées telles qu'un « index anogénital » anormalement court, un hypospadias, une hypoplasie ou agénésie épididymaire, et plus tard une hypospermie, dysgénésie testiculaire focale, et persistance mamelonnaire peuvent peut faire évoquer un problème de perturbation endocrinienne subie in utero. Là aussi le bilan hormonal s'impose.
Si, à l'âge de 6 à 8 mois, le testicule n'a pas repris sa position normale (spontanément ou à la suite d'un traitement hormonal), une intervention chirurgicale est nécessaire car outre un risque élevé  d'hypofertilité ou d'infertilité à l'âge adulte le risque de cancer pour le futur enfant ou jeune adulte est dans ces cas multiplié par 50 (par rapport à la population générale). On opérait autrefois plus tardivement (jusqu'à l'âge de 10 ans), mais on a depuis montré qu'une opération précoce est nécessaire pour la santé reproductive et la santé future du jeune patient ; l'âge de 9 mois pour l'opération apparait consensuel. Si le testicule était resté très haut, l'opération de descente peut se faire en deux temps.
Si l'anomalie de migration était plus simple, le risque de tumeur testiculaire est plus important que la population normale tout en restant modéré (40/100000 chez les enfants porteurs d'une anomalie de migration contre 6/100.000 au sein la population générale, où ce risque semble toutefois également en augmentation).

## Séquelles possibles
Les risques de séquelles sont 
- cancer du testicule
- stérilité (30 à 40 % des cas dans les formes unilatérales et environ 80 % quand les deux testicules étaient mal descendus ou mal positionnés au point de justifier une intervention bilatérale[7]. Ce problème est souvent associé à une atrophie du testicule.

Le futur adolescent devrait faire l'objet d'un bilan médical à la puberté, car « dans 1 à 2 % des cas, une atrophie secondaire du testicule peut alors survenir dans un délai de 6 mois à un an » après le début de la puberté.

## Prothèses
Un testicule atrophié ou visiblement de mauvaise qualité est généralement ôté par la chirurgie.
Une prothèse testiculaire à visée esthétique est généralement bien supportée.

## Classification
On parle d'« ectopie testiculaire transverse », « transversale » ou « croisée » pour décrire les cas où un testicule est descendu dans le même canal que le testicule normalement descendu ; Il s'agit d'un phénomène plus rare, souvent détecté ou confirmé par l'imagerie médicale.
Des propositions de classification plus précises existent depuis plusieurs décennies.
Une proposition récente (2003) de classification se voulant plus adapté aux pratiques cliniques et à la différenciation de formes congénitales ou acquises a été récemment proposée pour les cryptorchidie testiculaire. 
Il s'agit de bien différencier les formes congénitales intraabdominales, intracanaliculaires suprascrotales et ectopiques qui devraient toujours être traitées chirurgicalement précocement (avant l'âge de un an).
Les formes acquises peuvent être divisées en :
- formes acquises primaires (soit des « testicules ascendants », c'est-à-dire non présents dans le scrotum (ne pouvant y être manipulés), soit des « testicules scrotaux élevés » (high scrotal testes), c'est-à-dire ceux qui peuvent encore être introduites par l'entrée du scrotum, mais dans une position élevée et instable. Dans tous ces cas, les traitements sont encore controversés, incluant orchidopexie, le traitement hormonal (de préférence avec des gonadotrophines chorioniques  humaines s'il doit se faire, mais la médecine semble abandonner ce traitement qui était inutile pour les retards anormaux de descente testiculaire, et ne faisait que légèrement accélérer un processus naturel quand la descente était normale). L'attente de descente spontanée durant la période prépubère[15] est encore plus controversée, car augmentant très fortement le risque de cancer testiculaire ;
- formes acquises secondaires, résultant d'une chirurgie ipsilatérale de l'aine, avec testicules dits «pris au piège» (trapped testes pour les anglophones). Ici la chirurgie peut généralement apporter des solutions[15].